# Aperture scacchistiche per codice ECO
Questa è una lista di aperture del gioco degli scacchi, ordinate per codice ECO, trascritte seguendo la notazione algebrica.

## Sommario
- Volume A
  - Aperture diverse da 1.e4(?) e 1.d4
  - 1.d4 con risposte diverse da 1...d5 e 1...Cf6
  - 1.d4 Cf6 con proseguimento diverso da 2.c4
  - 1.d4 Cf6 2.c4 con risposte diverse da 2...e6 e 2...g6
- Volume B
  - 1.e4, risposte diverse da 1...e5 e 1...e6
- Volume C
  - 1.e4 e6
  - 1.e4 e5
- Volume D
  - 1.d4 d5
  - 1.d4 Cf6 2.c4 g6 con 3...d5
- Volume E
  - 1.d4 Cf6 2.c4 e6
  - 1.d4 Cf6 2.c4 g6 con risposta diversa da 3...d5

## Volume A
I codici 'A' raggruppano le aperture minori, la partita inglese, la difesa Benoni e la difesa olandese.

### Sezione A0
Comprende le aperture diverse da 1.e4, 1.d4 e 1.c4
- A00: aperture irregolari: prime mosse diverse da 1.e4, 1.d4, 1.c4, 1.b3, 1.Cf3 e 1.f4
- A01: apertura Larsen 1.b3
- A02-A03: apertura Bird 1.f4
  - A02: varianti minori
  - A03: variante principale 1...d5
- A04-A09: apertura Réti 1.Cf3
  - A04: varianti minori
  - A05: partita Réti-Zukertort 1...Cf6
  - A06: 1...d5
    - A07: 2.g3
      - A08: attacco est-indiano 2...c5 Ag2

    - A09: 2.c4

### Sezione A1
Comprende le varianti della partita inglese 1.c4 in cui il Nero non risponde 1...c5 o 1...e5.
- A10: varianti minori
- A11-A12: variante Caro-Kann 1.c4 c6 (in analogia con la difesa Caro-Kann)
  - A12 variante Réti 2.Cf3 d5 3.b3
- A13-A14: 1.c4 e6
- A15-A19: 1.c4 Cf6
  - A16: 2.Cc3
    - A17: 2...e6
      - A18: variante Mikėnas-Carls 3.e4
        - A19: 3...c5

### Sezione A2
Comprende le varianti della partita inglese in cui il Nero gioca 1...e5, dando vita alla cosiddetta siciliana in contromossa (dalla difesa siciliana).
- A20: 1.c4 e5, varianti minori
  - A21: 2.Cc3
    - A22: 2...Cf6
      - A23:  sistema di Brema, variante Keres, 3.g3 c6
      - A24: sistema di Brema con 3...g6, 3.g3 g6

    - A25: 2...Cc6
      - A26: 3.g3 g6 4.Ag2 Ag7 5.d3 d6
      - A27: sistema dei 3 cavalli: 3.Cf3
      - A28: sistema dei 4 cavalli: 3...Cf6
        - A29: 4.g3

### Sezione A3
Comprende le varianti dell'inglese simmetrica, cioè in cui il Nero gioca 1...c5.
- A30: 1.c4 c5, varianti minori
  - A31:  formazione Benoni 2.Cf3 Cf6 d4
    - A32: 3...cxd4 Cxd4 e6
      - A33: 3.Cc3 Cc6

  - A34: 2.Cc3
    - A35: 2...Cc6
      - A36: 3.g3
        - A37: 3...g6 4.Ag2 Ag7 5.Cf3
          - A38: 5...Cf6
            - A39: 6.0-0 0-0 7.d4

### Sezione A4
Comprende in parte le risposte a 1.d4 diverse da 1...d5 (apertura di gioco chiuso), 1...Cf6 (sistemi indiani) e 1...f5 (difesa olandese) e in parte alcune aperture indiane inusuali.
- A40: risposte inusuali a 1.d4 (tra cui la difesa inglese)
- A41: difesa Wade 1.d4 d6
- A42: difesa moderna - Averbakh 1.d4 d6 2.c4 g6 3.Cc3 Ag7 4.e4
- A43-44: difesa vecchia Benoni 1.d4 c5
  - A44: variante ceca 2.d5 e5
- A45-A49: 1.d4 Cf6 con proseguimento diverso da 2.c4
  - A46: varianti minori su 1.d4 Cf6 2.Cf3, compreso l'attacco Torre  2...e6 3.Ag5
    - A47: 2...b6
    - A48-A49: sistema di Londra 2...g6
      - A49: 3.g3

### Sezione A5
Comprende diverse varianti di 1.d4 Cf6 2.c4.
- A50: risposte diverse da 2...c5, 2...e6 o 2...g6
- A51-A52: gambetto Budapest
  - A51: gambetto Budapest rifiutato, 1.d4 Cf6 2.c4 e5 con risposte diverse da 2.dxe5
  - A52: gambetto Budapest accettato, 1.d4 Cf6 2.c4 e5 3.dxe5 Cg4
- A53-A55: difesa vecchia indiana 1.d4 Cf6 2.c4 d6
  - A54: 3.Cc3 e5 4.Cf3
    - A55: 4...Cbd7 5.e4
- A56: varianti minori della difesa Benoni: 1.d4 Cf6 2.c4 c5 3.d5 con continuazione diversa da 3...e6
- A57-A59: gambetto Benkő: 1.d4 Cf6 2.c4 b5
  - A58: 3.cxb5 a6 4.bxa6
    - A59: 4...Axa6 5.Cc3 d6 6.e4 Axf1 7.Rxf1 g6

### Sezione A6
Questa sezione e la successiva comprendono la difesa Benoni, caratterizzata dalle mosse 1.d4 Cf6 2.c4 c5 3.d5 e6. La sezione A6, in particolare, comprende la moderna Benoni.
- A60: varianti senza 4.Cc3 o con proseguimento diverso da 4.Cc3 exd5 5.cxd5 d6
- A61: 4.Cc3 exd5 5.cxd5 d6 6.Cf3 g6
  - A62: variante di fianchetto: 7.g3 Ag7 8.Ag2 0-0
    - A63: 9.0-0 Cbd7
      - A64: 10.Cd2 a6 11.a4 Te8
- A65: 4.Cc3 exd5 5.cxd5 d6 6.e4
  - A66: 6...g6 7.f4
    - A67: variante Taimanov: 7...Ag7 Ab5+
    - A68: attacco dei quattro pedoni: 7...Ag7 0-0
      - A69: 9.Ae2 T38

### Sezione A7
Comprende la variante classica della Benoni.
- A70: 1.d4 Cf6 2.c4 c5 3.d5 e6 4.Cc3 exd5 5.cxd5 d6 6.e4 g6 7.Cf3 senza 7...Ag7 o con risposte diverse da 8.Ag5 e 8.Ae2
  - A71: 7...Ag7 Ag5
  - A72: 7...Ag7 Ae2
    - A73: 8...0-0 9.0-0
      - A74: 9...a6
        - A75: 10.a4 Ag4

      - A76: 9...Te8
        - A77: 10.Cd2
          - A78: 10...Ca6
            - A79: 1.f3

### Sezione A8
Le sezioni A8 e A9 comprendono la difesa olandese 1.d4 f5
- A80: varianti minori
- A81: 2.g3
- A82-A83: gambetto Staunton 2.e4
  - A83: 2...fxe4 3.Cc3 Cf6 4.Ag5
- A84: 2.c4
  - A85: variante Rubinstein 2...Cf6 3.Cc3
  - A86: 2...Cf6 3.g3
    - A87-A89: variante (o sistema) di Leningrado
      - A87: 3...g6 4.Ag2 Ag7 5.Cf3
        - A88: 5...0-0 6.0-0 d6 7.Cc3 c6
        - A89: 5...0-0 6.0-0 d6 7.Cc3 Cc6

### Sezione A9
Comprende le posizioni derivanti da 1.d4 f5 2.c4 Cf6 3.g3 e6 4.Ag2
- A90: varianti senza 4...Ae7
- A91: 4...Ae7, varianti minori
  - A92: 5.Cf3 0-0
    - A93: variante Botvinnik: 6.0-0 d5 7.b3
      - A94-A95: Stonewall
        - A94: 7...c6
        - A95: 8.Aa3

    - A96: 6.0-0 d6
      - A97: variante Ilyin-Genevsky, 7.Cc3 De8
        - A98: 8.Dc2
        - A99: 8.b3

## Volume B
Il volume B copre le aperture di gioco semiaperto, cioè le risposte a 1.e4 diverse da 1...e5, ad eccezione della difesa francese, trattata nel Volume C. Gran parte di questo volume (i codici da B20 a B99) è occupata dalla difesa siciliana.

### Sezione B0
Comprende le risposte a 1.e4 diverse da 1...e5, 1...e6, 1...c5 e 1...c6.
- B00: risposte diverse anche da 1...Cf6 e 1...d6 e 1...d5
- B01: difesa scandinava 1.e4 d5
- B02-B05: difesa Alekhine 1.e4 Cf6
  - B03: 2.e5 Cd5 3.d4, in particolare la variante di cambio e l'attacco dei quattro pedoni
    - B04: variante moderna, 3...d6 4.Cf3, senza 4...Ag4
      - B05: variante moderna con 4...Ag4
- B06: difesa Robatsch (Moderna) 1.e4 g6 2.d4 Ag7
- B07-B09: difesa Pirc 1.e4 d6
  - B08: sistema classico (due cavalli) 2.d4 Cf6 3.Cc3 g6 4.Cf3
  - B09: attacco austriaco 2.d4 Cf6 3.Cc3 g6 4.f4

### Sezione B1
Comprende la difesa Caro-Kann.
- B10: varianti minori (risposte diverse da 2.Cc3 e 2.d4)
- B11: variante dei due cavalli 2.Cc3
- B12: 2.d4, continuazioni diverse da 2...d5 oppure da 2...d5 3.Cc3 e 2...d5 3.exd5
- B13-B14: variante di cambio 2...d5 3.exd5
  - B14: attacco Panov-Botvinnik 3...cxd5 4.c4 Cf6 5.Cc3 e6
- B15: 2...d5 3.Cc3
  - B16: sistema Bronstein, 3...dxe4 4.Cxe4 Cf6 5.Cxf6 gxf6
  - B17: variante Steinitz, 3...dxe4 4.Cxe4 Cd7
  - B18: variante classica, 3...dxe4 4.Cxe4 Af5
    - B19: 5.Cg3 Ag6 6.h4

### Sezione B2
Comprende le varianti della difesa siciliana che non fanno parte della siciliana aperta.
- B20: varianti minori: risposte diverse da 2.f4, 2.Cc3, 2.Cf3, 2.c3
- B21: attacco Grand Prix: 2.f4
- B22: variante Alapin: 2.c3
- B23-B26: siciliana chiusa 2.Cc3
  - B23: continuazioni diverse da 2...Cc6 3.g3
  - B24: 2...Cc6 3.g3
    - B25: 3...g6 4. Bg2 Bg7 5. d3 d6
      - B26: 6.Ae3
- B27: 2.Cf3, varianti minori (senza 2...a6, 2...Cf6, 2...Cc6, 2...e6, 2...d6
- B28: 2.Cf3 a6
- B29: variante Nimzowitsch: 2.Cf3 Cf6

### Sezione B3
Comprende le posizioni originate da 1.e4 c5 2.Cf3 Cc6.
- B30: varianti minori
- B31: 3.Ab5 g6
- B32: 3.d4, compresa la variante Kalashnikov
  - B33:  3...cxd4 4.Cxd4 Cf6, in particolare la variante Sveshnikov 5.Cc3 e5
  - B34-39: Dragone accelerato (in analogia con la variante del Dragone): 3...cxd4 4.Cxd4 g6 
    - B35: 5.Cc3 Ag7 6.Ae3 Cf6 7.Ac4
    - B36: 5.c4
      - B37: 5...Ag7
        - B38: 6.Ae3
          - B39: 6...Cf6 7.Cc3 Cg4

### Sezione B4
Comprende le posizioni originate da 1.e4 c5 2.Cf3 e6 senza trasposizioni in quelle in cui il Nero gioca 2...d6
- B40: variante senza 3.d4
- B41: 3.d4, incluse alcune sottovarianti della variante Kan 3...cxd4 4.Cxd4 a6
  - B42: variante Kan, 5.Ad3
  - B43: variante Kan, 5.Cc3
  - B44-B49: variante Taimanov 3...cxd4 4.Cxd4 Cc6
    - B45: 5.Cc3
      - B46: 5...a6
      - B47: 5...Dc7
        - B48: 6.Ae3
          - B49: 6...a6 7.Ae2

### Sezione B5
Comprende le varianti di 1.e4 c5 2.Cf3 d6 diverse dalle varianti Richter-Rauzer, del Dragone, Scheveningen e Najdorf.
- B50: varianti senza 3.Ab5 e 3.d4
- B51-B52: variante di Mosca o attacco Canal-Sokolsky 3.Ab5
  - B51: senza 3...Ad7
  - B52: 3...Ad7
- B53: 3.d4
  - B54: 3...cxd4 4.Cxd4
    - B55: 4...Cf6
      - B56: 5.Cc3
        - B57: 5...Cxc6 6.Ac4
        - B58: 5...Cxc6 6.Ae2
          - B59: 6...e5 7.Cb3

### Sezione B6
Comprende l'attacco Richter-Rauzer 1.e4 c5 2.Cf3 d6 3.d4 cxd4 4.Cxd4 Cf6 5.Cc3 Cc6 6.Ag5.
- B60: varianti minori
- B61: variante Larsen 6...Ad7 7Dd2
- B62: 6...e6
  - B63: 7.Dd2
    - B64: 7...Ae7 8.0-0-0 0-0 9.f4
      - B65: 9...Cxd4 10.Dxd4

    - B66: 7...a6
      - B67: 8.0-0-0 Ad7
        - B68: 9.f4 Ae7
          - B69: 10.Cf3 b5 11.Af6

### Sezione B7
Comprende la variante del dragone 1.e4 c5 2.Cf3 d6 3.d4 cxd4 4.Cxd4 Cf6 5.Cc3 g6.
- B70: varianti minori (senza 6.f4 e 6.Ae3)
- B71: 6.f4
- B72: 6.Ae3
  - B73-B74: variante classica 6...Ag7 7.Ae2 Cc6 8.0-0
    - B74: 8...0-0 8.Cb3

  - B75-B79: attacco jugoslavo, 6...Ag7 7.f3
    - B76: 7...0-0
      - B77: 8.Dd2 Cc6 9.Ac4
        - B78: 9...Ad7 10.0-0-0
          - B79: 10...Da5

### Sezione B8
Questa sezione presenta la variante Scheveningen 1.e4 c5 2.Cf3 d6 3.d4 cxd4 4.Cxd4 Cf6 5.Cc3 e6.
- B80: varianti minori (senza 6.g4, 6.f4, 6.Ae2, 6.Ac4
- B81: attacco Keres, 6.g4
- B82: 6.f4
- B83-B85: variante classica 6.Ae2
  - B84: 6...a6
    - B85: 7.0-0
- B86-B89: attacco Sozin 6.Ac4
  - B87: 6...a6 7.Ab4 b5
  - B88: 6...Cc6
    - B89: 7.Ae3

### Sezione B9
Comprende la variante Najdorf 1.e4 c5 2.Cf3 d6 3.d4 cxd4 4.Cxd4 Cf6 5.Cc3 a6.
- B90: varianti minori (risposte diverse da 6.g3, 6.f4, 6.Ae2, 6.Ag5)
- B91: 6.g3
- B92: 6.Ae2
- B93: 6.f4
- B94-99: linea principale 6.Ag5
  - B95: 6...e6
    - B96: 7.f4
      - B97: variante del pedone avvelenato 7...Db6
      - B98: 7...Ae7
        - B99: 8.Df3 Dc7 9.0-0-0 Cbd7

## Volume C
Il volume C comprende la difesa francese (1.e4 e6) e tutte le aperture di gioco aperto (1.e4 e5)

### Sezione C0
Questa sezione comprende le varianti diverse da 1.e4 e6 2.d4 d5 3.Cc3.
- C00: varianti in cui il Bianco non gioca 2.d4
- C01: varianti in cui il Nero non risponde 2...d5 oppure il Bianco non continua con 3.e5, 3.Cd2 o 3.Cc3 (compresa la variante di cambio 3.exd5)
- C02: variante di spinta 3.e5
- C03-C09: variante Tarrasch 3.Cd2
  - C04: 3...Cc6
  - C05-C06: variante chiusa 3...Cf6
    - C06: 4.e5 Cfd7 Ad3

  - C07-C09: variante aperta 3...c5
    - C08: 4.exd5 exd5
      - C09: 5.Cgf3 Cc6

### Sezione C1
Comprende la variante principale della francese, ovvero 1.e4 e6 2.d4 d5 3.Cc3.
- C10: varianti minori (senza 3...Cf6 e 3...Ab4)
- C11-C14: variante classica 3...Cf6
  - C12: 4.Ag5
  - C13: 4...dxe4
  - C14: 4...Ae7
- C15-C19: variante Rubinstein 3...Ab4
  - C16: 4.e5
    - C17: 4...c5
      - C18: 5.a3
        - C19: 5...Axc3 6.bxc3 Ce7

### Sezione C2
Include varianti inconsuete dell'apertura di gioco aperto, in cui dopo 1.e4 e5 il Bianco non gioca né 2.f4 (gambetto di re, trattato nella sezione C3) né 2.Cf3 (trattato nelle sezioni C4-C9)
- C20: varianti minori: mosse diverse da 2.d4, 2.f4, 2.Ac4, 2.Cc3, 2.Cf3
- C21-C22: partita del centro 2.d4
  - C21: senza 2...exd4 3.Dxd4, compreso il gambetto danese 2...exd4 3.c3
  - C22: 2...exd4 3.Dxd4
- C23-C24: partita di alfiere 2.Ac4
  - C24: difesa berlinese 2...Cf6
- C25-C29: partita viennese 2.Cc3
  - C26: 2...Cf6
    - C27: 3.Ac4
      - C28: 3...Cc6

    - C29: 3.f4

### Sezione C3
È formata interamente dalle linee del gambetto di re 1.e4 e5 2.f4.
- C30: varianti minori (senza 2...d5 e 2...exf4)
- C31-C32: controgambetto Falkbeer 2...d5
  - C32: 3.exd5 e4
- C33-C39: gambetto di re accettato 2...exf4
  - C34: 3.Cf3 (comprende la difesa Fischer 3...d6
    - C35: difesa Cunningham 3...Ae7
    - C36: 3...d5
    - C37-C39: variante classica 3...g5
      - C38: 4.Ac4 Ag7
      - C39: 4.h4

### Sezione C4
Comprende le posizioni originate da 1.e4 e5 2.Cf3 in cui il Nero non gioca 2...Cc6 oppure in cui il Bianco non continua con 3.Ac4 (trattata nella sezione C5) o con 3.Ab5 (partita spagnola, codici C60-C99).
- C40: varianti senza 2...d6, 2...Cc6 e 2...Cf6, compreso il gambetto lettone
- C41: difesa Philidor 2...d6
- C42-C43: difesa russa 2...Cf6
  - C43: 3.d4
- C44: varianti minori di 2...Cc6, compresa la partita Ponziani e il gambetto irlandese
- C45: partita scozzese 3.d4
- C46: partita dei tre cavalli 3.Cc3
  - C47: partita dei quattro cavalli 3...Cf6
    - C48: 4.Ab5
      - C49: 4...Ab4

### Sezione C5
Comprende le posizioni originate da 1.e4 e5 2.Cf3 Cc6 3.Ac4.
- C50: varianti minori
- C51: 3...Ac5 4.b4
  - C52: 4...Axb4 5.c3 Aa5
- C53: partita italiana 3...Ac5 4.c3
  - C54: 4...Cf6
- C55: difesa dei due cavalli 3...Cf6
  - C56: 4.d4
  - C57: 4.Cg5
    - C58: 4...d5 5.exd5 Ca5
      - C59: 6.Ab5 c6 7.dxc6 Axc6 8.Ae2

### Sezione C6
Comprende le varianti della partita spagnola 1.e4 e5 2.Cf3 Cc6 3.Ab5 in cui il Nero non gioca 3...a6 oppure il Bianco non si ritira con 4.Aa4.
- C60: varianti minori
- C61: difesa Bird 3...Cd4
- C62: difesa Steinitz 3...d6
- C63: difesa Schliemann 3...f5
- C64: difesa classica 3...Ac5
- C65-C67: difesa berlinese 3...Cf6
  - C66: 4.0-0 d6
  - C67: 4.0-0 Ce4
- C68: varianti minori con 3...a6 (senza 4.Aa4 oppure varianti minori della variante di cambio 4.Axc6
  - C69: variante di cambio, linea 4.Axc6 dxc6 5.0-0 f6

### Sezione C7
Comprende le varianti di 1.e4 e5 2.Cf3 Cc6 3.Ab5 a6 4.Aa4 diverse dalla variante aperta 4...Cf6 5.-0-0 Cxe4 e dalla variante chiusa 4...Cf6 5.0-0 Ae7.
- C70: varianti senza 4...d6 e 4...Cf6
- C71-C76: difesa Steinitz ritardata 4...d6
  - C72: 5.0-0
  - C73: 5.Axc6 bxc6
  - C74: 5.c3
    - C75: 5...Ad7
      - C76: 6.d6 g6
- C77: 4...Cf6
  - C78: 5.0-0, senza 5...d6, 5...Cxe4, 5...Ae7
    - C79: 5...d6

### Sezione C8
Comprende la variante aperta (C80-C83) e parte della variante chiusa.
- C80-C83: variante aperta 1.e4 e5 2.Cf3 Cc6 3.Ab5 a6 4.Aa4 Cf6 5.0-0 Cxe4
  - C81: 6.d4 b5 7.Ab3 d5 8.dxe5 Ae6 9.De2
  - C82: 6.d4 b5 7.Ab3 d5 8.dxe5 Ae6 9.c3
    - C83: 9...Ae7
- C84-C99: variante chiusa 1.e4 e5 2.Cf3 Cc6 3.Ab5 a6 4.Aa4 Cf6 5.0-0 Ae7
  - C85: 6.Axc6
  - C86: attacco Worrall 6.De2
  - C87: variante Averbach 6.Te1
    - C88: 6...b5 7.Ab3
      - C89: 7...0-0 8.c3 (compreso l'attacco Marshall 8...d5)

### Sezione C9
Comprende le varianti più giocate della variante chiusa della spagnola, cioè quelle derivanti da 1.e4 e5 2.Cf3 Cc6 3.Ab5 a6 4.Aa4 Cf6 5.0-0 Ae7 6.Te1 b5 7.Ab3 d6
- C90: varianti minori
- C91: 8.c3 0-0 9.d4
- C92: 8.c3 0-0 9.h3 (compresa la variante Zaitsev 9...Ab7)
  - C93: 9...h6
  - C94-C95: variante Breyer 9...Cb8
    - C95: 10.d4

  - C96-C99: variante Chigorin 9...Ca5
    - C97: 10.Ac2 c5 11.d4 Dc7
      - C98: 12.Cbd2 Cc6
      - C99: 12.Cbd2 cxd4

## Volume D
Questo volume raccoglie le aperture di gioco chiuso 1.d4 d5 (D00-D69) e la difesa Grünfeld 1.d4 Cf6 2.c4 g6 con 3...d5 (D70-D99).

### Sezione D0
Comprende le inusuali aperture di gioco chiuso in cui dopo 1.d4 d5 il Bianco non gioca 2.c4 oppure il cui il Nero non gioca in risposta 2...cxd4, 2...e6 o 2...c6
- D00: varianti minori (senza 2.c4, 2.Cc3, 2.Cf3)
- D01: attacco Richter-Veresov 2.Cc3
- D02: 2.Cf3
  - D03: attacco Torre (variante Tartakower) 2...Cf6 3.Ag5
    - D04: 3...e6
- D05: 1.d4 Cf6 2.Cf3 e6 3.e3 d5 4.Cbd2 Sistema Colle
- D06: 1.d4 d5 2.c4, varianti minori (senza 2...c6, 2...dxc4, 2...e6,  2...e5, 2...Cc6
- D07: difesa Chigorin 2...Cc6
- D08-D09: controgambetto Albin 2...e5
  - D09: 3.dxe5 d4 4.Cf3 Cc6 5.g3

### Sezione D1
Comprende la difesa slava 1.d4 d5 2.c4 c6.
- D10: varianti senza 3.Cf3
- D11: 3.Cf3
  - D12: 3...Cf6 4.e3
  - D13-D14: variante di cambio 3...Cf6 4.cxd5
    - D14: 4...cxd5 5.Cc3 Cc6 6.Af4 Af5

  - D15: 3...Cf6 4.Cc3
    - D16: 4...dxc4 5.a4
      - D17: 5...Af5
        - D18: 6.e3
          - D19: 6...e6 7.Ac4 Ab4 8-0-0 0-0 9.De2

### Sezione D2
Tratta il gambetto di donna accettato 1.d4 d5 2.c4 dxc4
- D20: varianti senza 3.Cf3
- D21: 3.Cf3
  - D22: 3...a6
  - D23: 3...Cf6
    - D24: 4.Cc3
    - D25: 4.e3
      - D26: 4...e6
        - D27: variante classica 5.Axc4 c5 6.0-0
          - D28: 6...a6 7.De2
            - D29: 7...b5

### Sezione D3
Comprende diverse varianti del gambetto di donna rifiutato, 1.d4 d5 2.c4 e6.
- D30: varianti minori
- D31: 3.Cc3
  - D32-D34: difesa Tarrasch 3...c5
    - D33: 4.cxd5 exd5 5.Cf3 Cc6 6.g3
      - D34: 6...Cf6 7.Ag2 Ae7

  - D35: varianti di cambio 3...Cf6 4.cxd5
    - D36: 5.Ag5 c6 6.Dc2

  - D37: 3...Cf6 4.Cf3
    - D38-D39:  difesa Ragozin4...Ab4
      - D39: 5.Ag5 dxc4

### Sezione D4
Comprende la difesa semi-Tarrasch (D40-D42) e la difesa semislava (D43-D49), originate da 1.d4 d5 2.c4 e6 3.Cc3 Cf6 4.Cf3.
- D40-D42: difesa semi-Tarrasch 4...c5
  - D41: 5.cxd5
    - D42: 5...Cxd5 6.e3
- D43-D49: difesa semislava 4...c6
  - D44: 5.Ag5 dxc4
  - D45: 5.e3
    - D46: 5...Cbd7 6.Ad3
      - D47: 6...dxc4 7.Axc4
        - D48: 7...b5 8.Ad3 a6
          - D49: 9.e4 c5 10.e5

### Sezione D5
Comprende le aperture originate da 1.d4 d5 2.c4 e6 3.Cc3 Cf6 4.Ag5.
- D50: varianti senza 4...Cbd7 e 4...Ae7
- D51: 4...Cbd7
  - D52: difesa Cambridge Springs 5.e3 c6 6.Cf3 Da5
- D53: 4...Ae7
  - D54: 5.e3
    - D55: 5...0-0 6.Cf3
      - D56: difesa Lasker 6...h6 7.Ah4
        - D57: 7...Ce4 8.Axe7 Dxe7 9.cxd5
        - D58: 7...b6
          - D59: 8.cxd5

### Sezione D6
Comprende la partita ortodossa 1.d4 d5 2.c4 e6 3.Cc3 Cf6 4.Ag5 Ae7 5.e3 0-0 6.Cf3 Cbd7.
- D60: varianti minori, senza 7.Dc2 e 7.Tc1
- D61: 7.Dc2
  - D62: 7...c5 cxd5
- D63: 7.Tc1
  - D64-D65: variante Rubinstein 7...c6
    - D65: 8.Dc2 a6 9.cxd5
    - D66: 8.Ad3
      - D67: 8...dxc4 9.Ac4 Cd5
        - D68: 10.Axe7 Dxe7 11.0-0
          - D69: 11...Cxc3 12.Txc3 e5 13.dxe5

### Sezione D7
Comprende la difesa neo-Grünfeld, caratterizzata da 1.d4 Cf6 2.c4 g6 3.- d5, dove la terza mossa del Bianco non è 3.Cc3.
- D70: varianti senza 3.g3 e 3.Cc3
- D71-D79: variante Kemeri 3.g3
  - D72: 3...d5 4.Ag2 Ag7 5.cxd5 Cxd5 6.e4
  - D73: 3...d5 4.Ag2 Ag7 5.Cf3
    - D74: 5...0-0
      - D75: 6.cxd5 Cxd5 7.0-0 c5
        - D76: 7...Cb6

      - D77: 6.0-0
        - D78: 6...c6
          - D79: 7.cxd5

### Sezione D8
Comprende, insieme alla sezione successiva, la difesa Grünfeld; in particolare, tra le posizioni originate da 3.Cc3 d5, alcune varianti minori, la variante con 4.Af4 e la variante di cambio.
- D80: varianti senza 4.cxd5, 4.Db3, 4.Af4 e 4.Cf3
- D81: variante russa 4.Db3
- D82: 4.Af4
  - D83: 4...Ag7 5.e3 0-0
    - D84: 6.cxd5
- D85-D89: variante di cambio 4.cxd5
  - D86-D89: sistema classico 4...Cxd5 5.e4 Cxc3 6.bxc3 Ag7 7.Ac4
    - D87: variante Spassky 7...0-0 8.Ce2 c5
      - D88: 9.0-0 Cc6 10-Ae3 cxd4
        - D89: 11.cxd4 Ag4 12.f3 Ca5 12.Ad3

### Sezione D9
Comprende le posizioni originate da 1.d4 Cf6 2.c4 g6 3.Cc3 d5 4.Cf3
- D90: varianti minori
- D91: 4...Ag7 5.Ag5
- D92: 4...Ag7 5.Af4
  - D93: 5...0-0 6.e3
- D94: 4...Ag7 5.e3
  - D95: 5...0-0 6.Db3
- D96: 4...Ag7 5.Db3
  - D97: 5...dxc4
    - D98: 6.Dxc4 0-0 7.e4 Ag4
      - D99: 8.Ae3 Cfd7 9.Db3

## Volume E
Il volume E contiene i sistemi indiani 1.d4 Cf6 2.c4 con 2...e6 (E00-E59) oppure con 2...g6 (E60-E99) diversi dalla difesa Grünfeld.

### Sezione E0
Comprende alcune varianti minori e la partita catalana.
- E00: 2...e6 senza 3.Cf3, 3.Cc3 - in particolare con 3.g3 non seguito da 3...d5 (partita catalana)
- E01-E09: partita catalana 3.g3 d5
  - E02: 4.Ag2 dxc4
    - E03: 5.Da4+ Cbd7 6.Dxc4
    - E04: 5.Cf3
    - E05: 5...Ae7

  - E06: 4.Ag2 Ae7
    - E07: 5.Cf3 0-0 6.0-0 Cbd7
      - E08: 7.Dc2
        - E09: 7...c6 8.Cbd2

### Sezione E1
Comprende le posizioni derivanti da 1.d4 Cf6 2.c4 e6 3.Cf3, in particolare la difesa bogo-indiana e l'ovest-indiana.
- E10: varianti senza 3...Ab4+ e 3...b6
- E11: difesa bogo-indiana 3...Ab4+
- E12-E19: difesa ovest-indiana 3...b6
  - E13: 4.Cc3 Ab7 5.Ag5
  - E14: 4.e3
  - E15: 4.g3
    - E16: 4...Ab7
      - E17: 5.Ag2 Ae7
        - E18: 6.0-0 0-0 7.Cc3
          - E19: 7...Ce4 8.Dc2

### Sezione E2
Comprende, insieme alle tre sezioni successive, la difesa nimzo-indiana; in particolare questa sezione comprende alcune varianti minori e la variante Sämish.
- E20: 3.Cc3 senza 3...Ab4, oppure risposte inusuali a quest'ultima (diverse da 4.a3,  4.e3, 4.Cf3. 4.Ag5, 4.Dc2, 4.Db3)
- E21: variante dei tre cavalli 3.Cc3 Ab4 4.Cf3
- E22-E23: variante Spielmann 3.Cc3 Ab4 4.Db3
  - E23: 4...c5
- E24-E29: variante Sämish 3.Cc3 Ab4 4.a3
  - E25: 4...Axc3 5.bxc3 c5
    - E26: 6.e3

  - E27: 4...Axc3 5.bxc3 0-0
    - E28: 6.e3
      - E29: 6...c5

### Sezione E3
Comprende la variante di Leningrado e la variante classica.
- E30-E31: variante di Leningrado 4.Ag5
  - E31: 4...h6 5.Ah4 c5 6.d5 d6
- E32-E39: variante classica 4.Dc2
  - E33: 4...Cc6
  - E34: 4...d5
    - E35: 5.cxd5 exd5
    - E36: 5.a3
      - E37: 5...Axc3 6.Dxc3 Ce4

  - E38: 4...c5
    - E39: 5.dxc5 0-0

### Sezione E4
Comprende le sottovarianti della variante Rubinstein 4.e3 in cui il gioco non continua con 4...0-0 5.Cf3.
- E40: varianti minori (senza 4...b6, 4...c5 e 4...0-0)
- E41: 4...c5
  - E42: 5.Ce2
- E43: 4...b6
  - E43: 5.Ce2
    - E44: 5...Aa6
- E46: 4...0-0
  - E47: 5.Ad3
    - E48: 5...d5
      - E49: 6.a3

### Sezione E5
Comprende la variante principale della variante Rubinstein, in cui sono giocate le mosse 4.e3 0-0 5.Cf3
- E50: varianti senza 5...d5
- E51: 5...d5
  - E52: 6.Ad3 b6
  - E53: 6.Ad3 c5
    - E54: 7.0-0 dxc4 8.Axc4
      - E55: 8...Cbd7

    - E56: 7.0-0 Cc6
      - E57: 8.a3 dxc5 9.Bxc4 cxd4
      - E58: 8.a3 Axc3 9.bxc3
        - E59: 9...dxc4 10.Axc4

### Sezione E6
Comprende, insieme alle sezioni seguenti, la difesa est-indiana. In particolare, questa sezione comprende la variante di fianchetto.
- E60: varianti di 1.d4 Cf6 2.c4 g6 senza 3.Cc3
- E61: 3.Cc3
  - E62-E69: variante di fianchetto 3...Ag7 4.Cf3 0-0 5.g3
    - E63: 5...d6 6.Ag2 Cc6
    - E64: 5...d6 6.Ag2 c5
      - E65: 7.0-0
        - E66: 7...Cc6 8.d5

    - E67: 5...d6 6.Ag2 Cbd7
      - E68: 7.0-0 e5 8.e4
        - E69: 8...c6 9.h3

### Sezione E7
Comprende le varianti di 3.Cc3 Ag7 4.e4 diverse dalla variante Sämisch.
- E70: varianti minori
- E71: 4...d6 5.h3
- E72: 4...d6 5.g3
- E73: 4...d6 5.Ae2
  - E74: variante Averbakh 5.0-0 6.Ag5 c5
    - E75: 7.d5 e6
- E76-E79: attacco dei quattro pedoni 4...d6 5.f4
  - E77: 5...0-0 6.Ae2
    - E78: 6...c5 7.Cf3
      - E79: 7...cxd4 8.Cxd4 Cc6

### Sezione E8
Comprende la variante Sämisch 4.e4 d6 5.f3.
- E80: varianti senza 5...0-0
- E81: 5.0-0
  - E82: 6.Ae3 b6
  - E83: 6.Ae3 Cc6
    - E84: 7.Cge2 a6 8.Dd2 Tb8

  - E85: 6.Ae3 e5
    - E86: 7.Cge3 c6
    - E87: 7.d5
      - E88: 7...c6
        - E89: 8.Cge2

### Sezione E9
Comprende la variante principale (o variante Mar de la Plata) dell'est-indiana: 4.e4 d6 5.Cf3.
- E90: varianti minori
- E91: 5...0-0 6.Ae2
  - E92: 6...e5
    - E93: sistema Petrosian 7.d5 Cbd7
    - E94: 7.0-0
      - E95: vecchia linea principale 7...Cbd7
        - E96: 8.Te1

      - E97: 7...Cc6
        - E98: 8.d5 Ce7 9.Ce1
          - E99: 9...Cd7 10.f3